# Operativní průzkum a dokumentace
Operativní průzkum a dokumentace (OPD) je v oblasti památkové péče a archeologie jedna z forem zkoumání a dokumentace historických staveb, a to metodami aplikovatelnými v krátkých chvílích během stavebních prací, případně u zanikajících objektů, jako jsou například opuštěné chátrající stavby. Na rozdíl od stavebněhistorického průzkumu (SHP) je časově méně náročný a závěrečnou zprávu je možné vypracovat během několika dní až týdnů.
Operativní průzkum se provádí v průběhu stavebních prací v koordinaci se stavebním harmonogramem tak, aby nebyl narušen jejich plynulý průběh. Zachycuje dosud neznámé stavební situace, které vypovídají o mnohdy dosud neznámém vývoji zkoumané stavby, a často se jedná o dokumentaci situací, které budou na dlouhou dobu opět zakryty (zdivo při opravách omítek, krovy při výměnách poškozených částí atp.).
Dokumentace je převážně zaměřena na nálezové situace s podrobnou fotodokumentací a s následným vypracováním nálezové zprávy s interpretací nových poznatků.